# 讚岐國分寺
讚岐國分寺（さぬきこくぶんじ）是位在日本香川縣高松市的真言宗御室派寺院。山號「白牛山」（はくぎゅうざん）。本尊千手觀世音菩薩、開基（創立者）為行基。四國八十八箇所靈場之第八十番札所。

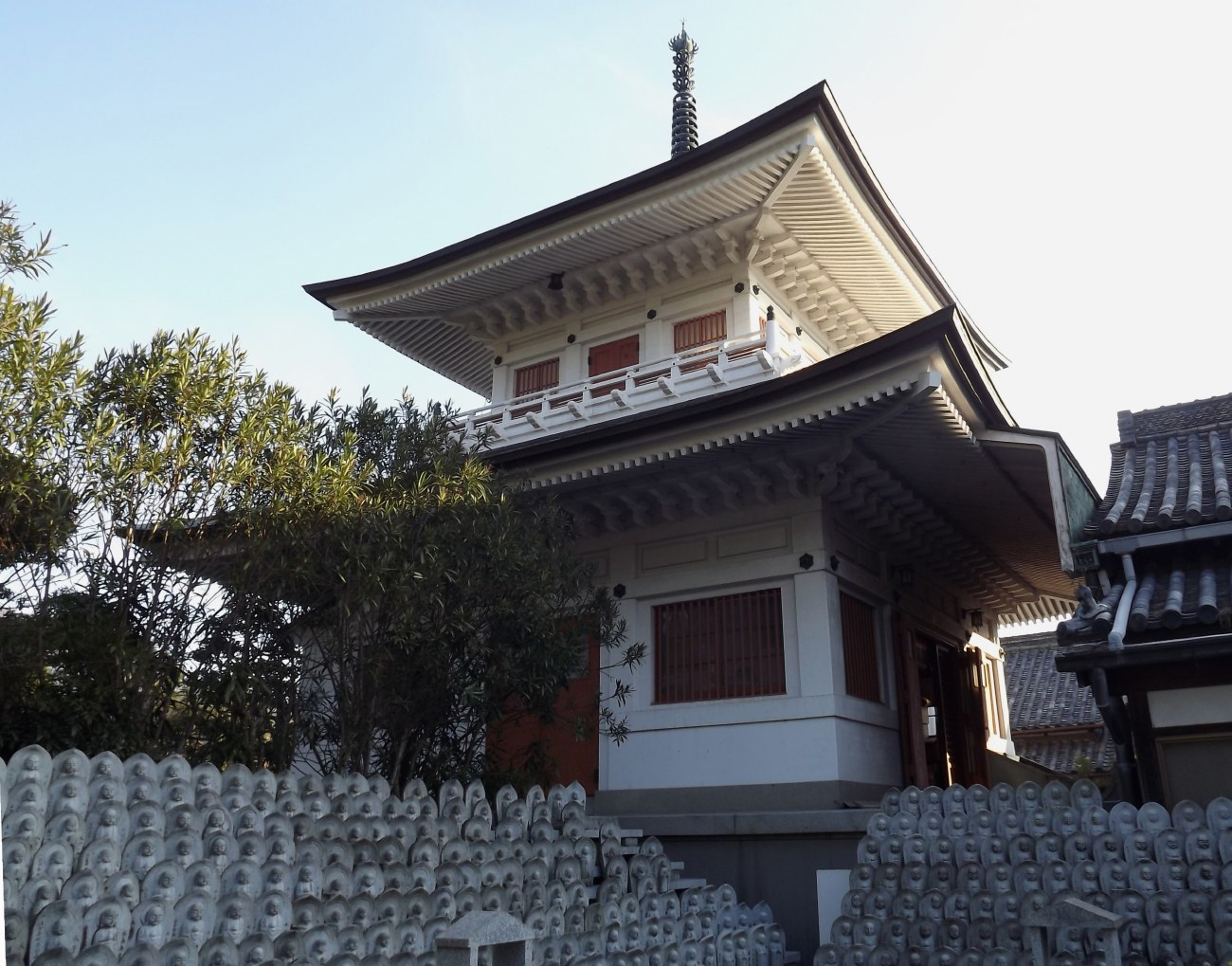
大師堂

## 歷史
天平13年（741年），聖武天皇發布「國分寺建立之詔」，在諸國建立的國分寺之一。

## 前後札所
四國八十八箇所
79 天皇寺 --(6.9km)-- 80  國分寺 --(6.5km)-- 81 白峯寺

## 關連項目
- 國分寺

## 外部連結
- 讚岐國分寺（页面存档备份，存于）